# Seychellois
Pour le pays, voir Seychelles.
Pour la langue, voir Créole seychellois.
Le seychellois est une race de chat dont la particularité est de combiner les patrons colourpoint et bicolore. Le seychellois est reconnu par la Fédération internationale féline.

## Historique
Le Seychellois est un Siamois dont la particularité est de combiner les patrons colourpoint et bicolore.

## Standard

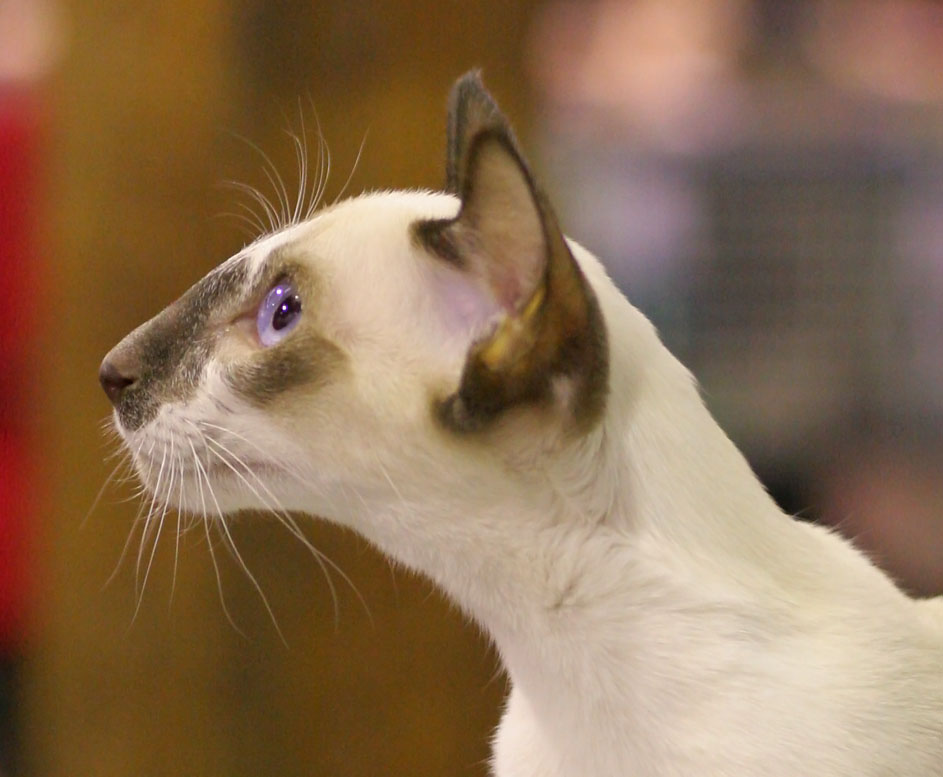
Le profil du seychellois est légèrement concave.

Le standard FIFe est identique à celui du Siamois et de l'Oriental shorthairs.
Le Seychellois est un chat longiligne aux courbes fines et élégantes, à la structure légère, à la musculature dessinée.
La tête est allongée et légèrement concave de profil. De face, elle a la forme d'un triangle. Les yeux sont en forme d'amande et placés légèrement obliques. Les yeux sont bleus.
La fourrure est courte. Au toucher, elle est fine et soyeuse. Les extrémités (tête, pattes et queue) sont colorées.

## Élevage

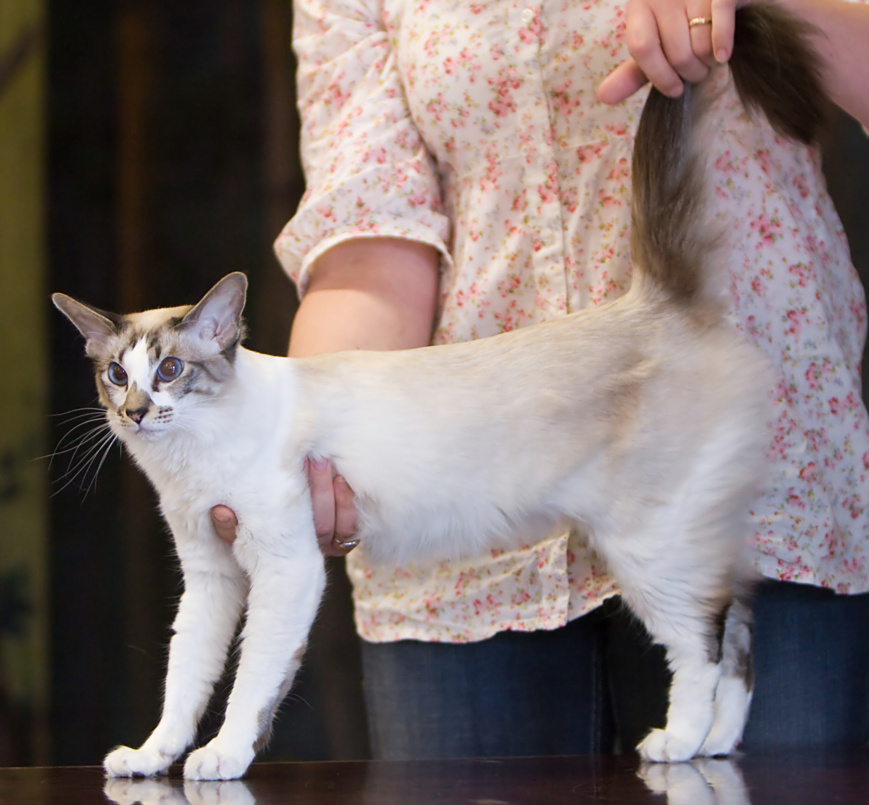
Seychellois à poil long

Comme pour les chatons siamois, bien qu'intégralement blancs à la naissance, les seychellois développent des colorations aux extrémités. Quelques jours ou quelques semaines sont ainsi nécessaires à la détermination de la couleur du chat.

### Génétique
Des recherches génétiques menées par l'université de Californie à Davis a rapporté la présence à très faible fréquence de l'allèle récessif responsable du gantage blanc du sacré de Birmanie chez le seychellois. Cette particularité n'est évidemment pas recherchée par les éleveurs. Un test génétique spécifique existe afin de détecter le gène de gantage birman.